# Batrachyla leptopus
Batrachyla leptopus är en groddjursart som beskrevs av Bell 1843. Batrachyla leptopus ingår i släktet Batrachyla och familjen Ceratophryidae. IUCN kategoriserar arten globalt som livskraftig. Inga underarter finns listade.